# Guy (cardinal, 1145)
Pour les articles homonymes, voir Guy.
 (novembre 2023).
Si vous disposez d'ouvrages ou d'articles de référence ou si vous connaissez des sites web de qualité traitant du thème abordé ici, merci de compléter l'article en donnant les références utiles à sa vérifiabilité et en les liant à la section « Notes et références ».
Guy (né en France et mort vers 1159) est un cardinal français du XIIe siècle.

## Biographie
Le pape Eugène III le crée cardinal lors du consistoire de 1145. 
Guy participe à l'élection du pape Anastase IV en 1153 et à l'élection d'Adrien IV en 1154. Bernard de Clairvaux le loue pour son zèle. Guy est présent à la signature du traité entre Eugène III et le roi des romains Frédéric.